# Variaties op een thema van Corelli (Rachmaninov)
Variaties op een thema van Corelli (opus 42) is een reeks variaties voor piano solo van de Russische componist Sergei Rachmaninov (1873-1943). Hij componeerde het werk in 1931 (het manuscript vermeldt de datum 19 juni 1931) in zijn Franse château "Le Pavillon" te Clairfontaine. Rachmaninov droeg het stuk op aan de componist en violist Fritz Kreisler. Het is zijn laatste compositie voor piano solo.

## Bespreking
Het werk omvat 20 variaties (plus een intermezzo en coda) op een thema uit de sonate voor viool, cello en klavecimbel (op. 5 nr. 12) van Arcangelo Corelli (1653-1713), die zich op zijn beurt baseert op een van de oudste thema’s in de Europese muziek: La Folia.
De variaties duren in totaal minder dan twintig minuten, inclusief het intermezzo en de coda, dus gemiddeld minder dan één minuut per stuk; de kortste duur zo’n negentien seconden, de langste 1:45. Ze zijn een meesterlijke uitwerking van de mogelijkheden van het relatief eenvoudige originele materiaal. Rachmaninov permitteerde zich meer artistieke vrijheid bij het componeren van de Corelli-variaties dan bij zijn eerdere reeks Variaties op een thema van Chopin (op. 22), waarbij het hoofdthema over het algemeen herkenbaar blijft. De variaties XI, XII en XIX (met ossia) worden door de componist in het manuscript aangeduid als optioneel. Waarom deze (prominente) variaties kunnen worden weggelaten is onduidelijk. Wellicht houdt het verband met Rachmaninovs typerende gebrek aan zelfvertrouwen en zijn gevoeligheid voor kritiek. Het werk luidt een nieuwe fase in het bestaan van Rachmaninov in, zo’n vijf jaar na de matige ontvangst van zijn vierde pianoconcert, en getuigt van een hervonden elan. Het wordt wel gezien als een compositorische 'voorbereiding' voor de Rapsodie op een thema van Paganini (op. 43).

## Structuur
- Thema: Andante
- Variatie I: Poco più mosso
- Variatie II: L'istesso tempo
- Variatie III: Tempo di minuetto
- Variatie IV: Andante
- Variatie V: Allegro (ma non tanto)
- Variatie VI: L'istesso tempo
- Variatie VII: Vivace
- Variatie VIII: Adagio misterioso
- Variatie IX: Un poco più mosso
- Variatie X: Allegro scherzando

- Variatie XI: Allegro vivace
- Variatie XII: L'istesso tempo
- Variatie XIII: Agitato
- Intermezzo
- Variatie XIV: Andante (come prima)
- Variatie XV: L'istesso tempo
- Variatie XVI: Allegro vivace
- Variatie XVII: Meno mosso
- Variatie XVIII: Allegro con brio
- Variatie XIX: Più mosso, Agitato
- Variatie XX: Più mosso
- Coda: Andante

## Uitvoeringen en receptie
Variaties op een thema van Corelli werd voor het eerst uitgevoerd te Montreal, Canada op 12 oktober 1931. De componist soleerde zelf. Het werd matig ontvangen.
In december 1931 stuurde Rachmaninov de partituur naar zijn vriend de componist en pianist Nikolaj Medtner. In de begeleidende brief schreef hij:
Ik heb ze [de variaties] hier [in Amerika] 15 maal gespeeld, maar slechts een van deze 15 uitvoeringen was goed... Ik heb geen enkele keer het volledige aantal gespeeld. Ik liet me leiden door het gekuch van het publiek. Wanneer het kuchen toenam, liet ik de eerstvolgende variatie weg. Een keer (ik weet niet meer waar - een klein dorpje) was het gekuch zodanig dat ik slechts 10 variaties gespeeld heb (van de 20). Mijn record was 18 variaties (in New York). Ik hoop dat jij ze allemaal zult spelen en dat je niet zult 'kuchen'.
Hoewel het relatief weinig wordt uitgevoerd, geniet het werk tegenwoordig een grote waardering.